# Втора чеченска война
Втората чеченска война включва бойни действия на територията на Чеченската република и граничния район на Северен Кавказ. Започва на 26 април 1999 г., след като руски сили нахлуват в Чечня, вследствие на превземането на Дагестан от Ислямската международна бригада.
В началото 30 септември 1999 година официално се обявява контратерористична операция. Активните бойни действия продължават до май 2000 година.

## Начало на конфликта
- 18 юни 1999 г. – от страна на Чечения са атакувани 2 застави на дегестанско-чеченската граница, нападение на казашка рота в Ставрополски край. Закрита е голяма част от КПП на границата с Чечения.
- 23 юни – обстрел от чеченска страна на село Первомайское, Хасавюртвски район в Дагестан.
- 16 юли – командващият войските МВД РФ В. Овчинников заявява, че „чеченци са провели разузнаване с бой и скоро ще започнат крупни мащабни действия по формиране на бойни групи по целия периметър на дегестанско-чеченската граница“.

### Бойни действия в Дагестан
- 7 август – 14 септември – от територията на ЧРИ отряди на полевите командири Шамил Басаев и Хатаб навлизат в територията на Дегестан. Ожесточени боеве продължават повече от месец. Официалното правителство на ЧРИ е против действията на Шамил Басаев.
- 12 август – президентът на ЧРИ Аслан Масхадов прави писмено предложение за съвместна операция с федералните войски против ислямистите в Дагестан.
- 13 август – В. Путин заявява: удари ще бъдат нанесени по бази независимо от тяхното разположение, вкл. и на територията на Чечения.
- 16 август – президентът на ЧРИ Аслан Масхадов въвежда военно положение в срок от 30 дни и обявява частична мобилизация.

### Въздушни бомбардировки в Чечения
- 4 – 16 август – взривени са жилищни домове в Буйнакск, Москва и Волгодонск. Спорен въпрос е чие дело е, според някои източници е на руските ФСБ (Федеральная служба безопасности)[3] ,като при предотвратения последен опит за взривяване на сграда в Рязан на 22 септември 1999 е обявен за учение на ФСБ.
- 6 – 18 август – руската авиация нанася многобройни удари по военни лагери и укрепения на територията на Чечения.
- 11 август – Масхадов обявява в Чечения всеобща мобилизация.
- 18 август – руските войски блокират границата на Чечения откъм Дагестан, Ставрополски край, Северна Осетия и Ингушетия.
- 25 август – руската авиация нанася удари по бази на бойци в Чечения.
- 23 септември – руската авиация бомбардира столицата на Чечения.

### Начало на наземната операция
- 4 октомври – на заседание на военен съвет на ЧРИ е прието решение да се образуват 3 направления за отблъскване на ударите на федералните сили. Западното командва Руслан Гелаев, източното – Шамил Басаев, централното – Махомед Хамбиев.
- 15 октомври – западната групировка на генерал Владимир Шаманов навлиза откъм Ингушетия.
- 16 октомври – федералните сили достигат до река Терек от север.
- 18 октомври – федералните войски форсират Терек.
- 21 октомври – федералните сили нанасят ракетен удар по Грозни, в резултат загиват 140 души.
- 11 ноември – полевите командири братя Ямадаеви и мюфтията на Чечения се предават на федералните сили.
- 16 ноември – федералните сили взимат под контрол населения пункт Новй Шатой.
- 17 ноември – първите големи загуби на федералните сили от началото на кампанията. При Ведено е разбита разузнавателна група на 31-самостоятелна въздушна десантна бригада (12 убити, 2 пленени).
- 25 ноември – президентът на ЧРИ Масхадов се обръща към воюващите в Северен Кавказ руски войници с предложение да се предадат в плен и да минат на страната на Чечения.
- 7 декември – федералните сили превземат Аргун, контролират равнинната част на Чечения.
- 8 декември – федералните сили атакуват Урус-Мартан.
- 14 декември – федералните сили превземат Ханкала.
- 26 декември – 6 февруари 2000 – обсада на Грозни.
- 27 декември – бойци от проруското въоръжено формирование на Бислан Гантамиров и руски войски взимат под контрол Старопромисловски район в Грозни.
- 29 декември – кръвопролитен бой, в капан попадат почти 100 войници и няколко танка, БМП на федералните сили.

### Януари-февруари 2000 г.
- 17 януари – ожесточен бой в центъра на Грозни. В резултат от контраатаките на чеченските бойци на улица Коперник загива генерал-майор Михаил Малофев, заместник-командващ групировка Север. Общото число на загубите на федералните сили по време на обсадата на Грозни по официални данни достига 500 души, от които 120 загинали. Около 2000 чеченски бойци продължават да се бият в Грозни.
- 18 януари – федералните сили завземат важния стратегически обект в центъра на Грозни моста на река Сунжа. В резултат са прекъснати съобщенията между чеченските бойци и между западната и източната част на града.
- 30 януари – основният чеченски отряд, командван от Шамил Басаев, пробива обсадата въпреки загубите. Из минните полета остават повече от 250 трупа на чеченски бойци.
- 3 февруари – по оценка на командващия Западната групировка на федералните сили в Чечения генерал-майор Владимир Шаманов те вече контролират около 50 процента от територията на Грозни. Из Грозни остават снайперисти, сред които много са наемници от арабските страни.